# Governo de Aragão

Escudo de Aragão

O Governo da Aragão ou Deputação Geral de Aragão (em castelhano: Diputación General de Aragón); em aragonês: Deputación Cheneral d'Aragón) é o órgão colegiado superior daquela comunidade autônoma, que corresponde o exercício do poder regulamentário e o desempenho da função executiva. Está composto pelo Presidente, o Vice-Presidente e os Conselheiros. Seu presidente em 2011 era Luisa Fernanda Rudi (Partido Popular). A sede de Governo de Aragão estão localizados no "Real Casa de la Misericordia", em Saragoça.

## Composição em 2011
| Cargo                                                              | Nome                        |
| ------------------------------------------------------------------ | --------------------------- |
| Presidência                                                        | Luisa Fernanda Rudi         |
| Departamento de Cadeira e Justica                                  | Roberto Bermudez de Castro  |
| Departamento de Fazenda e Administração Pública                    | Mario Garcés San Agustín    |
| Departamento de Economia e do Emprego                              | Francisco Bono Ríos         |
| Departamento de Agricultura, Pecuária e Meio Ambiente              | Federico García López       |
| Departamento de Inovação e Novas Tecnologias                       | Modesto Lobón Sobrino       |
| Departamento de Obras Públicas, Urbanismo, Habitação e Transportes | Rafael Fernández de Alarcón |
| Departamento de Planejamento de Assuntos Política e Assuntos       | Antonio Suárez Oriz         |
| Departamento de Bem-Estar, Saúde e Família                         | Ricardo Oliván Bellosta     |
| Departamento de Educação, Universidade, Cultura e Desporto         | María Dolores Serrat        |